# Dibatag
El dibatag (Ammodorcas clarkei) és un antílop originari dels herbassars sorrencs d'Etiòpia i Somàlia. En algunes llengües se'l coneix com a gasela de Clarke. Tot i no ser una gasela autèntica, té marques similars, amb una cua negra llarga i peluda que s'alça quan l'animal salta. D'aquí ve el seu nom, que significa ‘cua erecta’ en somali.
El dibatag és classificat per la Unió Internacional per a la Conservació de la Natura (UICN) com a espècie vulnerable a causa de la caça i la pertorbació per part dels humans (incloent-hi la guerra).
En queden uns quants milers d'individus, sense poblacions en captivitat. Els mascles pesen 28-35 quilograms i les femelles 22-29 quilograms.